# 2022년 동계 올림픽 아이티 선수단
2022년 동계 올림픽 아이티 선수단은 2022년 2월 4일부터 2월 20일까지 중화인민공화국 베이징에서 개최되는 2022년 동계 올림픽에 참가한 올림픽 아이티 선수단이다. 아이티의 동계 올림픽 참가는 이번이 사상 처음이다.
아이티는 알파인스키 종목에 남자선수 1명이 출전하며, 개막식에서는 유일한 선수인 리처드슨 비아노가 기수로 나섰다.

## 참가 규모
다음은 이번 대회의 종목별 참가 선수 규모이다.
| 종목       | 남자 | 여자 | 총합 |
| ---------- | ---- | ---- | ---- |
| 알파인스키 | 1    | 0    | 1    |
| 총합       | 1    | 0    | 1    |

## 알파인스키
알파인스키 종목에서 아이티는 남자선수 1인의 출전권을 확보하였다. 리처드슨 비아노 선수가 기본 출전자격을 만족하여 아이티 국가대표로 나서게 되었다. 비아노 선수는 3살 때 프랑스 부모에게 입양되었고, 프랑스 알프스에 살던 부모의 영향으로 스키를 배웠다고 한다.
비아노 선수는 남자 대회전 종목에 출전하였으나 완주하지 못했다.
| 선수            | 종목        | 1차 시도 | 1차 시도 | 2차 시도  | 2차 시도  | 종합      | 종합      |
| 선수            | 종목        | 기록     | 순위     | 기록      | 순위      | 기록      | 순위      |
| --------------- | ----------- | -------- | -------- | --------- | --------- | --------- | --------- |
| 리처드슨 비아노 | 남자 대회전 | DNF      | DNF      | 진출 실패 | 진출 실패 | 진출 실패 | 진출 실패 |
| 리처드슨 비아노 | 남자 회전   | 1:02.25  | 42       | 57.74     | 33        | 1:59.99   | 34        |

## 같이 보기
- 동계 올림픽에 참가한 열대 국가